# Ferrari California
Ferrari California (Type F149) — родстер з жорстким складаним алюмінєвим дахом, який виготовляється спеціалістами італійського виробника спортивних автомобілів Ferrari з 2008 року. Модель отримала назву від легендарної Ferrari 250 GT California Spyder, що виготовлялась з 1957 по 1962 роки. Як і в 250 дизайн California також розроблявся ательє Pininfarina. Однак, на відміну від свого предка Ferrari California не має двигуна V12, а комплектується двигуном V8.

## Історія

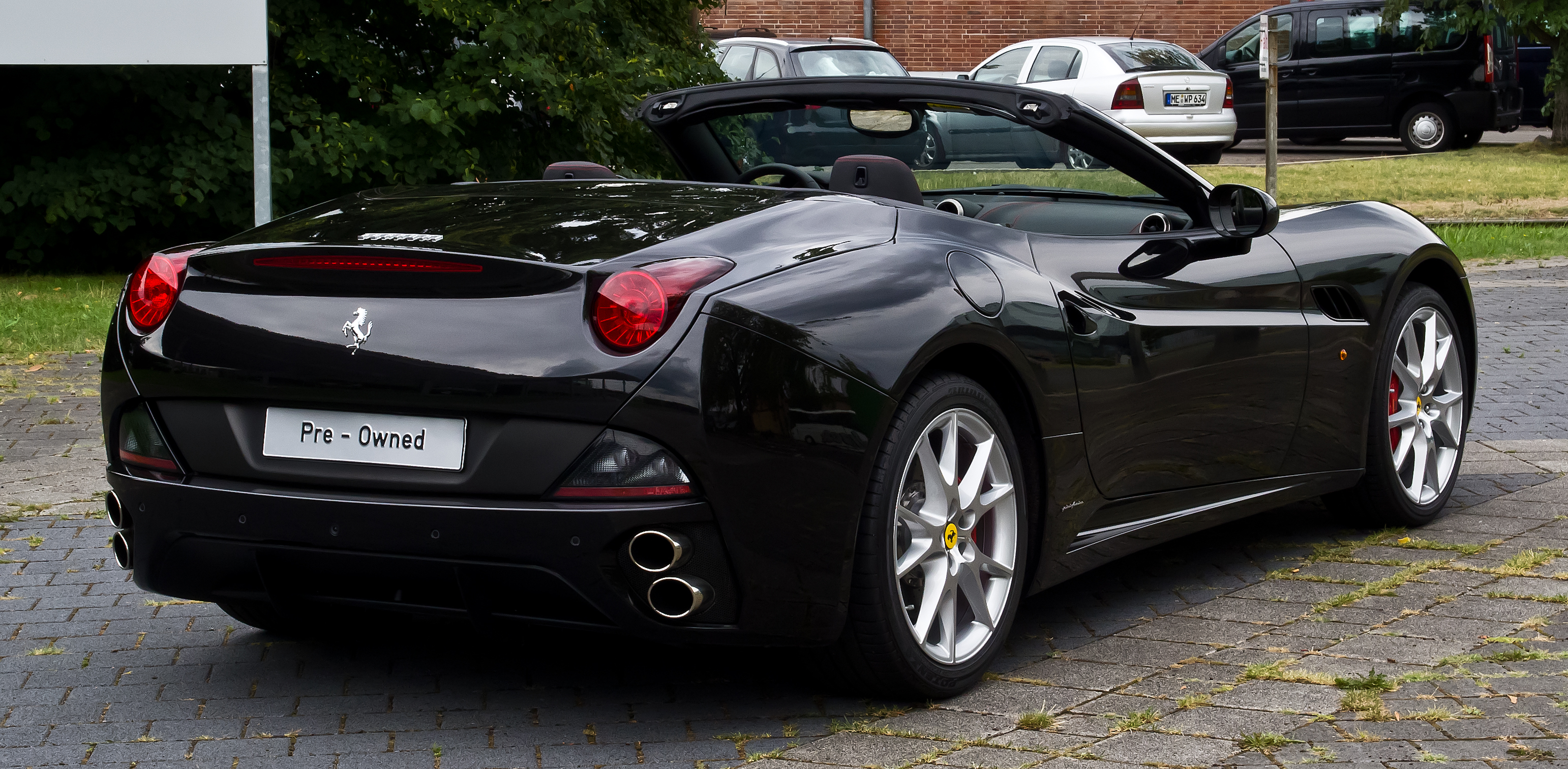
Ferrari California

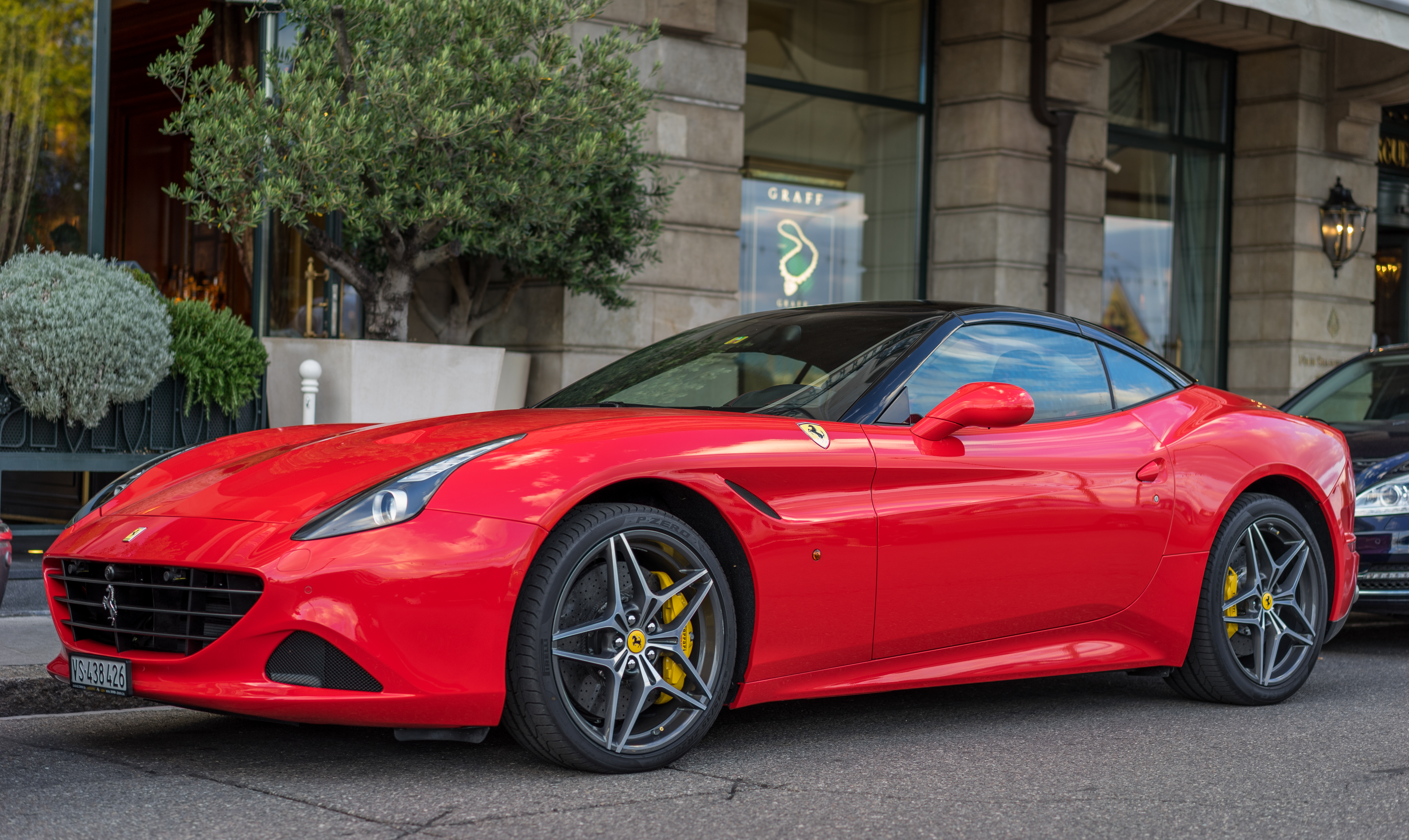
Ferrari California T

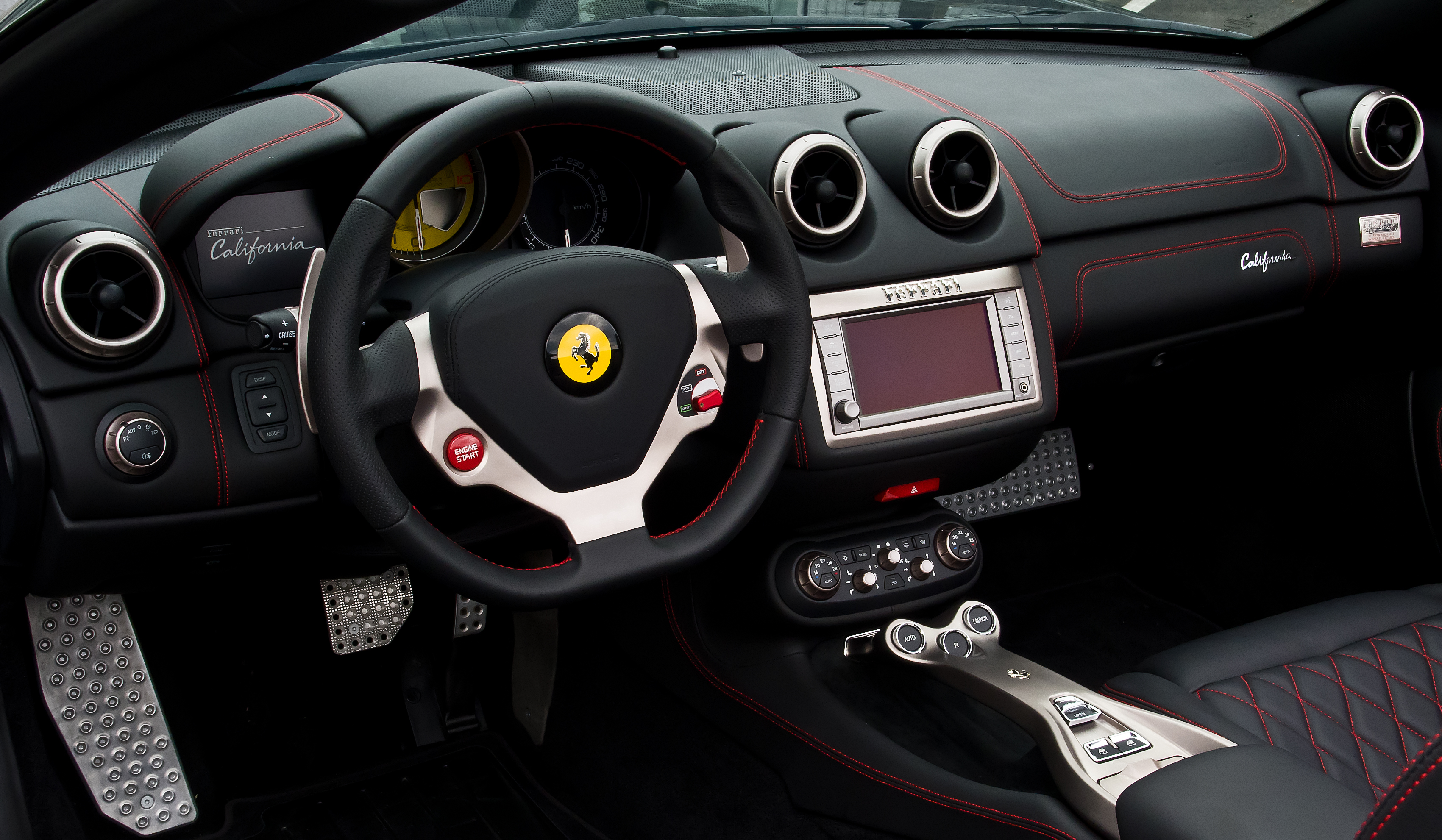
Ferrari California інтер'єр

Ferrari California була представлена на Паризькому автосалоні 2 жовтня 2008 року. Через три дні на Нюрбургринзі в рамках Ferrari Racing Days 2008 в русі її представив Міхаель Шумахер. Виробництво моделі почалося в січні 2009 року на заводі Ferrari в Маранелло.
Для моделі 2012 року California отримала назву California 30, що означає на 30 к.с. більше і на 30 кг легша вага за попередню модель.
12 лютого 2014 року було оголошено про модернізацію моделі, яка тепер отримала назву California T, автомобіль представили на автосалоні в Женеві. California T отримала новий бензиновий турбодвигун 3,8 л V8 потужністю 560 к.с. і 755 Нм.

## Дизайн
Дизайн моделі виконаний в традиціях останніх моделей Ferrari і має схожість з Ferrari F430 і Ferrari 612 Scaglietti. З метою зменшення ваги значна частина корпусу авто виконана з алюмінію.

## Технічні характеристики
|                                    | Ferrari California | Ferrari California 30               |
| ---------------------------------- | ------------------ | ----------------------------------- |
| Об'єм (см³)                        | 4297               | 4297                                |
| Циліндри/Клапани                   | V8/32              | V8/32                               |
| Діаметр циліндра × Хід поршня (мм) | 94 × 77,5          | 94 × 77,5                           |
| Потужність (к.с./кВт при хв−1)     | 460/338 при 7750   | 490/360 при 7750                    |
| Крутний момент (Нм/хв−1)           | 485/5000           | 505/5000                            |
| Ступінь стиску                     | ?                  | ?                                   |
| Привід                             | Задній             | Задній                              |
| 0-100 км/год                       | 3,9 с              | 3,8 с                               |
| Максимальна швидкість (км/год)     | 310                | 312                                 |
| Витрати пального (л/100 км)        | 13,1 Super (А95)   | 13,1 Super (А95) (11,5 Super (А98)) |
| CO2-Викиди (г/км)                  | 306                | 299 (270)                           |
| Вага (кг)                          | 1660               | 1630                                |
| Бак (літри)                        | 78                 | 78                                  |
| Роки випуску                       | 2008-2012          | з 2012                              |